# József Tóth (1951–2022)
József Tóth (ur. 2 grudnia 1951 w Mosonmagyaróvárze, zm. 11 sierpnia 2022) – węgierski piłkarz występujący na pozycji obrońcy.

## Kariera klubowa
Tóth zawodową karierę rozpoczynał w 1969 roku w zespole Pécsi Dózsa, który w 1973 roku zmienił nazwę na Pécsi Munkás. W 1975 roku przeszedł do ekipy Újpesti Dózsa i jej barwy reprezentował przez 9 lat. W tym czasie wywalczył wraz z zespołem wywalczył 2 mistrzostwa Węgier (1978, 1979), 2 wicemistrzostwa Węgier (1977, 1980) oraz 2 Puchary Węgier (1982, 1983). W 1984 roku przeszedł do MTK/VM Budapeszt, a w 1986 roku odszedł do Erzsébeti SMTK.
W 1988 roku Tóth wyjechał do Finlandii, by grać w tamtejszym trzecioligowym zespole IK Kraft. W 1997 roku występował z nim w rozgrywkach drugiej ligi. W tym samym roku zakończył karierę.

## Kariera reprezentacyjna
W reprezentacji Węgier Tóth zadebiutował 10 listopada 1974 w zremisowanym 0:0 towarzyskim spotkaniu z Bułgarią. W 1978 roku został powołany do kadry na mistrzostwa świata. Zagrał na nich w meczach z Argentyną (1:2), Włochami (1:3) i Francją (1:3), a Węgry odpadły z turnieju po fazie grupowej.
W 1982 roku Tóth ponownie znalazł się w składzie Węgier na mistrzostwa świata. Wystąpił na nich w pojedynkach z Salwadorem (10:1) i Argentyną (1:4). W meczu z Salwadorem strzelił także swojego jedynego gola w zespole narodowym. Węgry natomiast ponownie zakończyły turniej na fazie grupowej. W latach 1974–1983 w drużynie narodowej Tóth rozegrał w sumie 56 spotkań i zdobył 1 bramkę.